# Championnat du Japon de football 1991-1992
Le Championnat du Japon de football 1991-1992 est la vingtième-septième et dernière édition de la Japan Soccer League. En effet la Fédération du Japon de football met en place à partir de 1993, la J.League, première division avec le statut professionnel. La Japan Soccer League devient alors la Japan Football League, une compétition semi-professionnelle qui devient la deuxième division. 
La Japan Football League existera en tant que deuxième échelon national de 1992 à 1998. En 1999, la J. League 2 sera créée et la Japan Football League deviendra la troisième division japonaise. 
La saison a débuté le 15 septembre 1991 et s'est achevée le 29 mars 1992. 

## Classement de la première division
| Pos | Club                | Pts | J  | G  | N | D  | Bp | Bc | Diff | Note                                                    |
| --- | ------------------- | --- | -- | -- | - | -- | -- | -- | ---- | ------------------------------------------------------- |
| 1.  | Yomiuri S.C.        | 51  | 22 | 15 | 6 | 1  | 43 | 13 | ＋30 | Champion, qualifié pour la Ligue des Champions de l'AFC |
| 2.  | Nissan Motors       | 43  | 22 | 12 | 7 | 3  | 25 | 14 | ＋11 |                                                         |
| 3.  | Yamaha Motors       | 36  | 22 | 11 | 3 | 8  | 30 | 31 | －1  | Ne rejoint pas la J.League                              |
| 4.  | Toshiba             | 30  | 22 | 7  | 9 | 6  | 26 | 24 | ＋2  | Ne rejoint pas la J.League                              |
| 5.  | Matsushita Electric | 29  | 22 | 7  | 8 | 7  | 25 | 27 | －2  |                                                         |
| 6.  | Mazda               | 27  | 22 | 7  | 6 | 9  | 30 | 23 | ＋7  |                                                         |
| 7.  | JR Furukawa         | 27  | 22 | 8  | 3 | 11 | 30 | 38 | －8  |                                                         |
| 8.  | ANA                 | 25  | 22 | 6  | 7 | 9  | 20 | 23 | －3  |                                                         |
| 9.  | Hitachi             | 25  | 22 | 6  | 7 | 9  | 22 | 30 | －8  | Ne rejoint pas la J.League                              |
| 10. | Honda Giken         | 23  | 22 | 5  | 8 | 9  | 18 | 25 | －7  | Ne rejoint pas la J.League                              |
| 11. | Mitsubishi Motors   | 21  | 22 | 5  | 6 | 11 | 25 | 40 | －15 |                                                         |
| 12. | Toyota Motor        | 20  | 22 | 4  | 8 | 10 | 24 | 30 | －6  |                                                         |

## Classement des buteurs de la D1
| Pos | Joueur                    | Nombre de buts |
| --- | ------------------------- | -------------- |
| 1   | Antônio Benedito da Silva | 18             |
| 2   | Masashi Nakayama          | 15             |
| 3   | Pedro Pedrucci            | 12             |
| 4   | Takuya Takagi             | 9              |

## Classement de la deuxième division
| Pos | Club                  | Pts | J  | G  | N  | D  | Bp | Bc | Diff | Note                                       |
| --- | --------------------- | --- | -- | -- | -- | -- | -- | -- | ---- | ------------------------------------------ |
| 1.  | Fujita Industries     | 74  | 30 | 24 | 2  | 4  | 79 | 17 | ＋62 | Champion de D2, ne rejoint pas la J.League |
| 2.  | Sumitomo              | 65  | 30 | 21 | 2  | 7  | 66 | 24 | ＋42 | Rejoint la J.League                        |
| 3.  | Yanmar Diesel         | 65  | 30 | 20 | 5  | 5  | 56 | 17 | ＋35 |                                            |
| 4.  | Nippon Kokan          | 60  | 30 | 18 | 6  | 6  | 51 | 24 | ＋27 |                                            |
| 5.  | Fujitsu               | 59  | 30 | 17 | 8  | 5  | 46 | 26 | ＋20 |                                            |
| 6.  | Otsuka Pharmaceutical | 50  | 30 | 15 | 5  | 10 | 45 | 32 | ＋13 |                                            |
| 7.  | Tokyo Gas             | 46  | 30 | 12 | 10 | 8  | 30 | 28 | ＋2  |                                            |
| 8.  | Kawasaki Steel        | 45  | 30 | 12 | 9  | 9  | 31 | 23 | ＋8  |                                            |
| 9.  | NTT Kanto             | 33  | 30 | 9  | 6  | 15 | 37 | 44 | －7  |                                            |
| 10. | Kofu Club             | 33  | 30 | 9  | 6  | 15 | 35 | 66 | －31 |                                            |
| 11. | Cosmo Oil             | 29  | 30 | 8  | 5  | 17 | 27 | 53 | －26 |                                            |
| 12. | Chuo Bohan            | 27  | 30 | 7  | 6  | 17 | 33 | 52 | －19 |                                            |
| 13. | Toho Titanium         | 27  | 30 | 7  | 6  | 17 | 32 | 59 | －27 |                                            |
| 14. | Kyoto Shiko Club      | 22  | 30 | 5  | 7  | 18 | 21 | 57 | －36 |                                            |
| 15. | Tanabe Pharmaceutical | 21  | 30 | 6  | 3  | 21 | 18 | 50 | －32 |                                            |
| 16. | Yomiuri S.C. Juniors  | 19  | 30 | 5  | 4  | 21 | 20 | 55 | －35 |                                            |